# Gansbach (Gemeinde Dunkelsteinerwald)
Gansbach ist eine Ortschaft und eine Katastralgemeinde der Marktgemeinde Dunkelsteinerwald (Gemeinde), Niederösterreich.

## Geographie
Das Dorf Gansbach ist der Hauptort der Gemeinde Dunkelsteinerwald und befindet beiderseits der Landesstraße L162. In Gansbach zweigen die Landesstraßen L5358 und L7116 ab. In der Ortschaft liegen das Schloss Grabenhof, das Schloss Gurhof und zwei Einzellagen. Am 1. Jänner 2024 gab es in der Ortschaft 543 Einwohner.

## Geschichte
Siedlungstätigkeiten und uralte Verkehrswege lassen sich bis in die Jungsteinzeit nachweisen.
Der Name Gansbach leitet sich vom slawischen kamenica (=Steinbach) ab und wandelte sich im Laufe der Zeit über die germanisierten Formen Gamizbach, Gemsbach, Gaenzpach, Genßbach und Gänsbach zum heutigen Ortsnamen.
Ursprünglich gehörte Gansbach zur Pfarre Mautern an der Donau. Die ersten urkundlichen Erwähnungen können auf 1180 bzw. 1190 datiert werden (Brüder Otto und Adalbero von Gamizbach; sie werden dem Geschlecht der Kuenringer zugerechnet). Um 1260 ist in den Göttweiger Archiven zu lesen: „die Kirche von Gaenzpach verleiht Albert von Chunringen und der Grund gehört dem Herzog von Bayern, aber der Zehent dem Bischof von Passau“. Bereits 1468 wurden die Rechte des Marktes Gansbach verzeichnet. 1529 und 1683 wurde die Bewohner im Zuge der türkischen Eroberungen in Mitleidenschaft gezogen. 1559 wurde Michael Reydl als protestantischer Pfarrer eingesetzt. Im Zuge der Gegenreformation mussten die Bewohner der umliegenden Gemeinden am 28. Februar 1630 im Schloss Gurhof von ihrem bisherigen Glauben abschwören und sich wieder zum katholischen Glauben bekennen.
Das Marktrecht wurde von Kaiser Franz I. auf Ansuchen der Bürger am 30. Juni 1808 bestätigt.
Im Franziszeischen Kataster von 1821 ist Gansbach mit zahlreichen Gehöften und weiteren Gebäuden verzeichnet. Laut Adressbuch von Österreich waren im Jahr 1938 in der Marktgemeinde Gansbach ein Arzt, ein Taxiunternehmer, ein Bäcker, ein Eisenwarenhändler, zwei Fleischer, vier Gastwirte, ein Gemischtwarenhändler, ein Köhler, ein Maurermeister, ein Schlosser, zwei Schmiede, zwei Schneider und eine Schneiderin, zwei Schuster, zwei Tischler, ein Viehhändler, ein Wagner, ein Zimmermeister und einige Landwirte ansässig.

## Kultur und Sehenswürdigkeiten

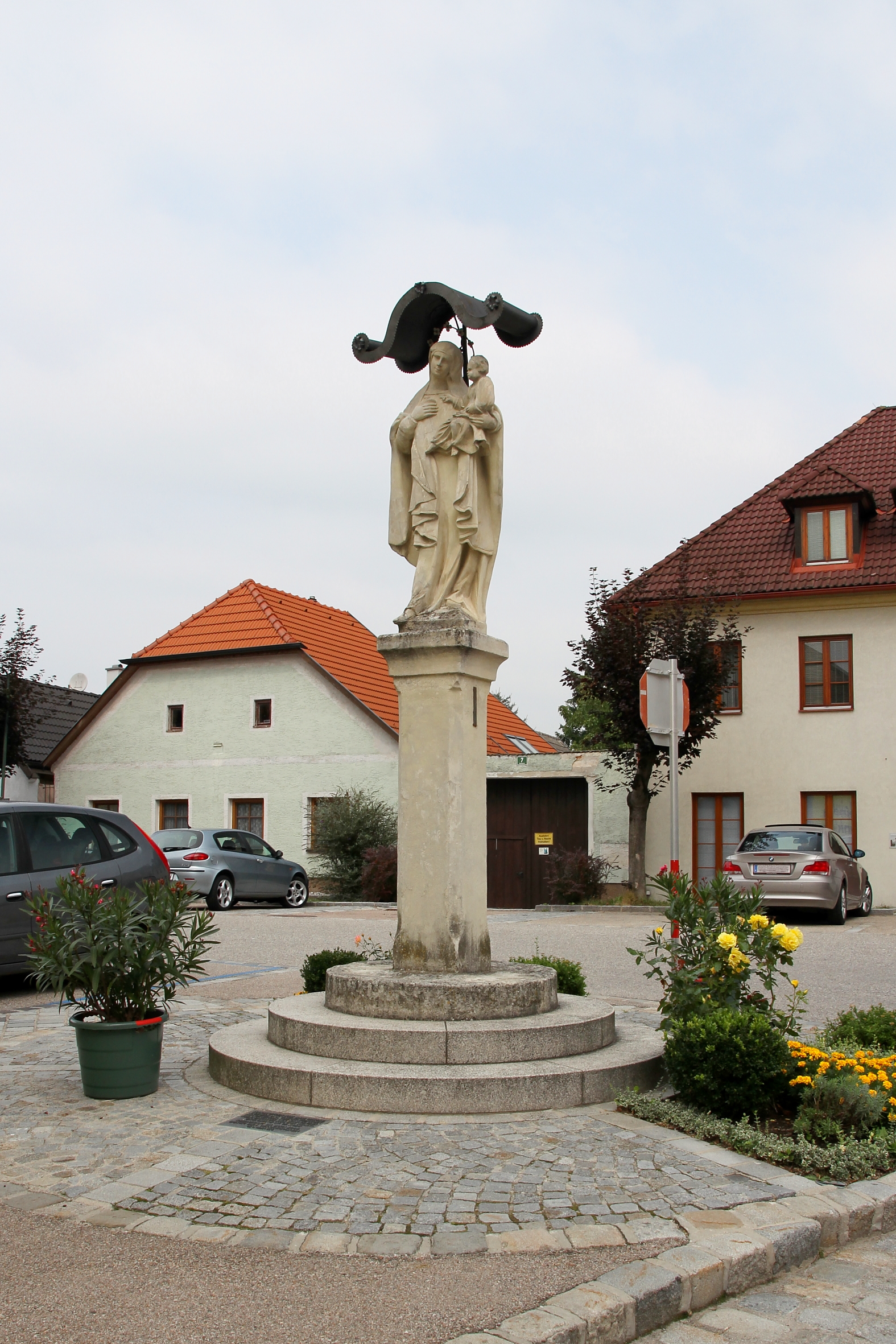
Mariensäule in Gansbach

- Katholische Pfarrkirche Gansbach Hl. Bartholomäus. Das Gemälde des Kirchenpatrones, des Hl. Bartholomäus stammt von Paul_Haubenstricker[6] aus dem Jahre 1781. Das Gemälde am Annen-Seitenaltar stammt vom herausragenden Barockmaler J.M. Schmidt aus dem Jahre 1779 und kam angeblich aus der Kartause Aggsbach. Aus dieser Zeit stammen auch die Kreuzwegbilder, die Kanzel, der Taufstein und die Orgel von Joseph Gatt.[3][7]
- Mariensäule
- Ritter-Roland-Säule (als Zeichen des Marktrechts und der Gerichtsbarkeit).[3]

## Öffentliche Einrichtungen
Im Ort Gansbach befindet sich ein Kindergarten und eine Volksschule.

## Persönlichkeiten

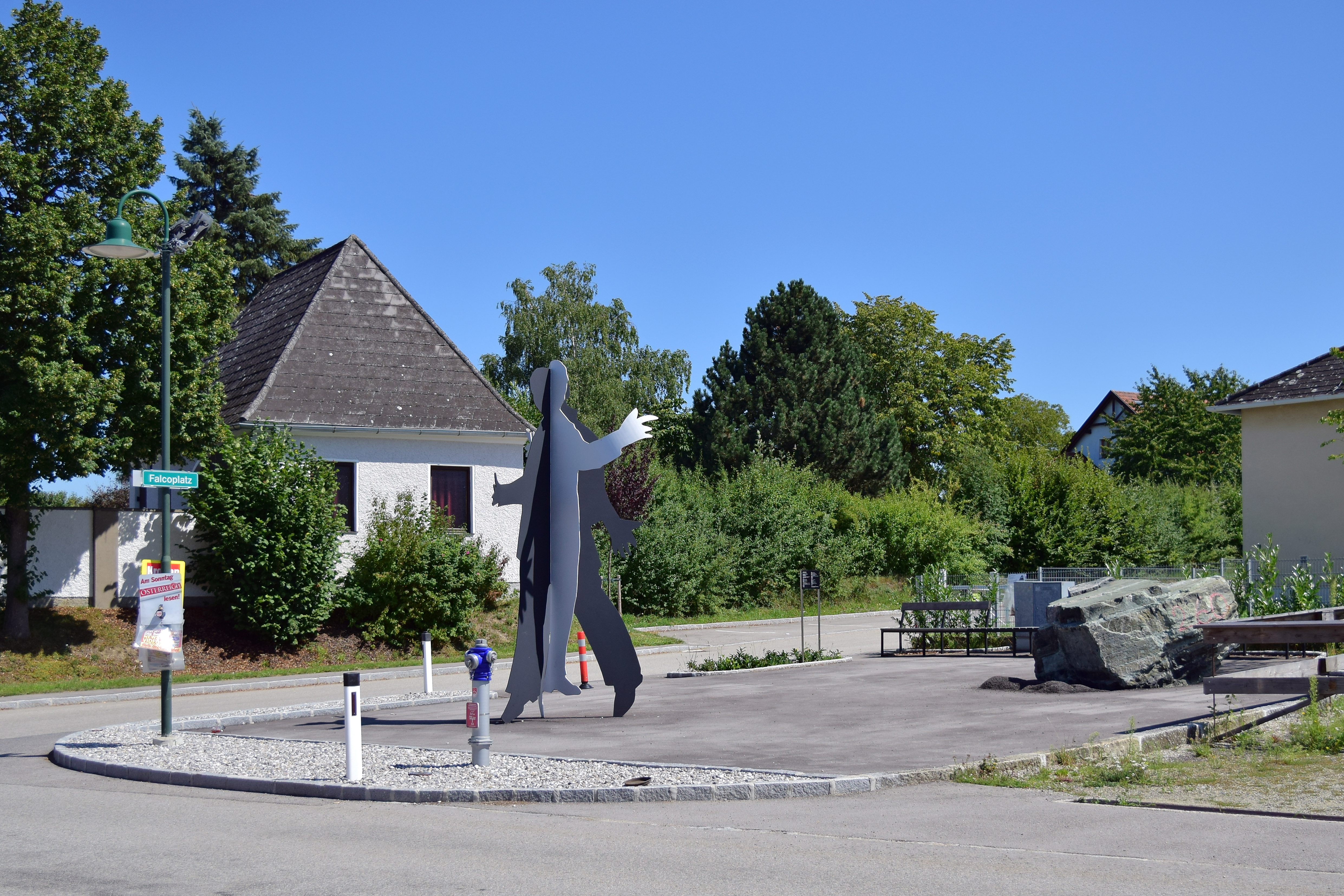
Falco-Platz mit Falco-Denkmal von Katrin Plavčak

- Ferdinand Seeland (1821–1901), Montanist, Naturforscher und Politiker, besuchte hier die Volksschule.
- Leopold Hacker (1843–1926), Benediktiner, Mineraloge, Höhlenforscher und Entomologe, wirkte hier als Pfarrvikar.
- Leopold Eckhart (1905–1990), Landwirt, Politiker und Abgeordneter zum Nationalrat
- Franz Binder (1921–1997), Angestellter, Politiker und Abgeordneter zum Landtag sowie 2. Landtagspräsident.
- Johann Penz (1950), Politiker und Präsident des Niederösterreichischen Landtages.
- Otto Lechner (1964), Akkordeonist, aufgewachsen in Gansbach.
- Der Vater des bekannten Künstlers Falco stammt aus Gansbach.

Im Juni 2018 wurde in Gansbach die Falco-Skulptur „Kommt der Komet oder kommt er zu spät“ von Katrin Plavčak enthüllt. Ausgangspunkt für die Idee zur Szeneplastik war eine Textzeile aus dem Lied Nur mit dir von Falcos Album Junge Roemer. Das Monument besteht aus einer vier Meter hohen, schwarz-silberfarbenen Skulptur aus Stahl und einem Serpentinit aus dem Dunkelsteinerwald, der einen Kometen darstellt. Das Denkmal wurde von der Gemeinde gemeinsam mit dem Land Niederösterreich und der Initiative Kunst im öffentlichen Raum am neuen Falco-Platz errichtet.